# Francisco Bográn Barahona
Francisco Bográn Barahona (Pinalejo, Quimistán, Departamento de Santa Bárbara, 1852 - 7 de diciembre de 1926, Nueva Orleans, Estados Unidos de América), fue Presidente Constitucional de la república de Honduras entre el 5 de octubre de 1919 y el 1 de febrero de 1920.

## Vida
Sus padres fueron Saturnino Bográn Bonilla y Saturnina Barahona Leiva . Francisco era hermano de padre del expresidente de Honduras, abogado y general Luis Bogran Barahona. Casó con Guillermina Leiva Castro, hija del expresidente general Ponciano Leiva. Egresado de Medicina por la Universidad de San Carlos de Guatemala y fue miembro del Partido Liberal de Honduras.
En 1913 el doctor Francisco Bográn Barahona había ganado las elecciones como vicepresidente, en la fórmula de 1913 siendo el general Manuel Bonilla Chirinos candidato para presidente, Bográn, después presentó su renuncia irrevocable y en su sucesión lo hizo Francisco Bertrand Barahona. El 4 de abril de 1919 el pueblo hondureño accedió a nuevas elecciones para gobernar el país, el presidente Francisco Bertrand Barahona intentaría que su partido quedase en el poder, por lo que respaldada la candidatura del doctor Nazario Soriano. Pero, los partidistas del general Rafael López Gutiérrez, iniciaron una revuelta armada que desembocó en una primera guerra civil de Honduras y finalizando con el depósito de la administración de Honduras al doctor Francisco Bográn Barahona.

## Gobierno
Francisco Bográn Barahona, era el segundo designado presidencial y fungía como ministro de Relaciones Exteriores, su administración como presidente comenzaría el 5 de octubre de 1919 cuando el Doctor Vicente Mejía Colindres lo dejase en sus manos. En el mismo año 1919 se cita a los hondureños para elecciones generales las cuales fueron ganadas por Rafael López Gutiérrez, quien el 6 de enero de 1920 es declarado vencedor por el Congreso Nacional de Honduras. Bográn entregó el cargo el 1 de febrero de 1920 al general Rafael López Gutiérrez quien tiene que enfrentar una delicada situación financiera, debido a la posguerra civil.

## Gabinete de Gobierno
| Gabinete de Gobierno                    | Gabinete de Gobierno                                           | Gabinete de Gobierno |
| --------------------------------------- | -------------------------------------------------------------- | -------------------- |
| Ministerio                              | Nombre                                                         | Período              |
|                                         |                                                                |                      |
| Gobernación y Justicia                  | Vicente Mejía Colindres/ Salvador Aguirre                      | 1919-1920            |
| Relaciones Exteriores                   | Jesús María Alvarado/Marcos López Ponce                        | 1919-1920            |
| Guerra y Marina                         | Rafael López Gutiérrez/ Vicente Tosta Carrasco/Andrés Soriano  | 1919-1920            |
| Finanzas                                | Remigio Díaz Zelaya/Leopoldo Córdova                           | 1919-1920            |
| Ministerio Público                      | Ricardo Pineda/Luis Landa Escober                              | 1919–1920            |
| Educación, Obras Públicas y Agricultura | Vicente Tosta Carrasco/Santiago Meza Calix/Manuel Sabino López | 1919–1920            |

## Ascendencia
El coronel francés Romain Beaugrand llega a Honduras con el fin de establecerse, su apellido Beaugrand, fue castellanizado a Bográn, con el cual fueron registrados sus demás descendientes. 
|  |                                                       |  |  |  |  |  |  |  |  |  |  |  |  |  |  |  |
|  | 8. Louis Beaugrand Francia                            |  |  |  |  |  |  |  |  |  |  |  |  |  |  |  |
|  |                                                       |  |  |  |  |  |  |  |  |  |  |  |  |  |  |  |
|  |                                                       |  |  |  |  |  |  |  |  |  |  |  |  |  |  |  |
|  | 4. Romain Beaugrand (Román Bográn, ¿? - 1828) Francia |  |  |  |  |  |  |  |  |  |  |  |  |  |  |  |
|  |                                                       |  |  |  |  |  |  |  |  |  |  |  |  |  |  |  |
|  |                                                       |  |  |  |  |  |  |  |  |  |  |  |  |  |  |  |
|  | 2. Saturnino Bográn Bonilla (1811-1869)               |  |  |  |  |  |  |  |  |  |  |  |  |  |  |  |
|  |                                                       |  |  |  |  |  |  |  |  |  |  |  |  |  |  |  |
|  |                                                       |  |  |  |  |  |  |  |  |  |  |  |  |  |  |  |
|  | 5. Agustina Bonilla                                   |  |  |  |  |  |  |  |  |  |  |  |  |  |  |  |
|  |                                                       |  |  |  |  |  |  |  |  |  |  |  |  |  |  |  |
|  |                                                       |  |  |  |  |  |  |  |  |  |  |  |  |  |  |  |
|  | 1. Francisco Bográn Barahona (1852-1926)              |  |  |  |  |  |  |  |  |  |  |  |  |  |  |  |
|  |                                                       |  |  |  |  |  |  |  |  |  |  |  |  |  |  |  |
|  |                                                       |  |  |  |  |  |  |  |  |  |  |  |  |  |  |  |
|  | 6. Atiliano Barahona                                  |  |  |  |  |  |  |  |  |  |  |  |  |  |  |  |
|  |                                                       |  |  |  |  |  |  |  |  |  |  |  |  |  |  |  |
|  |                                                       |  |  |  |  |  |  |  |  |  |  |  |  |  |  |  |
|  | 3. Saturnina Barahona Leiva                           |  |  |  |  |  |  |  |  |  |  |  |  |  |  |  |
|  |                                                       |  |  |  |  |  |  |  |  |  |  |  |  |  |  |  |
|  |                                                       |  |  |  |  |  |  |  |  |  |  |  |  |  |  |  |
|  | 7. Josefa Hilaria Leiva                               |  |  |  |  |  |  |  |  |  |  |  |  |  |  |  |
|  |                                                       |  |  |  |  |  |  |  |  |  |  |  |  |  |  |  |
|  |                                                       |  |  |  |  |  |  |  |  |  |  |  |  |  |  |  |